# Onafhankelijkheid van de Kaap

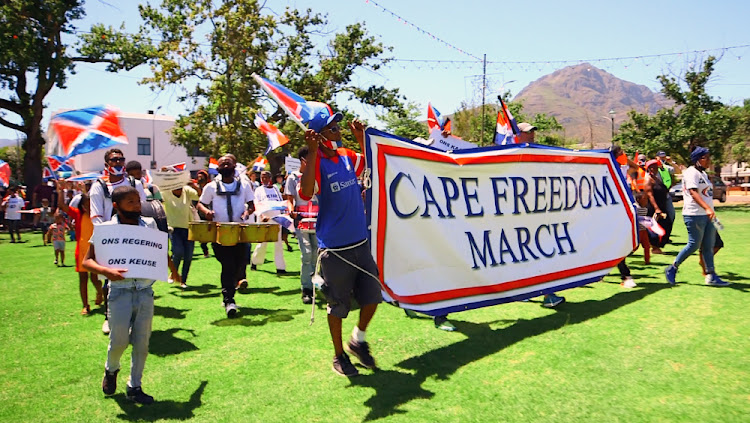
Voorstanders van de Kaapse Onafhankelijkheidsbeweging in Stellenbosch

Kaapse onafhankelijkheid (Afrikaans: Kaapse onafhanklikheid; isiXhosa: inkululeko yaseKapa), ook bekend onder de samenvoeging CapeXit, is een politieke beweging die de onafhankelijkheid van de provincie West-Kaap nastreeft (naast delen van de provincies Oost- en Noord-Kaap in sommige voorstellen) uit Zuid-Afrika.

## Context

### Demografische context

Grenzen van de West-Kaap binnen Zuid-Afrika weergegeven in donkerrood.

De provincie West-Kaap is de meest raciaal diverse provincie in Zuid-Afrika. Het is de enige provincie zonder een raciale meerderheidsgroep. Een groot aantal inwoners van de Kaap is 'kleurling', een diverse groep mensen met verschillende routes uit Afrika, Europa (voornamelijk de Lage Landen) en Zuidoost-Azië. Iets minder dan de helft van de inwoners van de West-Kaap spreekt Afrikaans als eerste taal, terwijl aanzienlijke minderheden isiXhosa en Engels als hun eerste taal spreken.

### Politieke context
Het regering van het West-Kaap heeft hun steun uitgesproken voor decentralisatievoorstellen die de West-Kaap meer autonomie zouden geven. Critici van decentralisatievoorstellen, waaronder de leiders van het Afrikaans Nationaal Congres (ANC), beweren dat deze neerkomen op heimelijke steun voor de Kaapse onafhankelijkheid.

## Opinieonderzoek
| Datum Uitgevoerd | Monstergrootte | Foutmarge | Voor een referendum | Tegen een referendum | Voor onafhankelijkheid | Tegen onafhankelijkheid |
| ---------------- | -------------- | --------- | ------------------- | -------------------- | ---------------------- | ----------------------- |
| Juli 2020        | 802            | ±4%       | 46,6%               | 52,3%                | 35,8%                  | 63,3%                   |
| Juli 2021        | 886            | ±5%       | 58%                 | 39,5%                | 46,2%                  | 49,6%                   |
| Augustus 2023    | 1080           | ±5%       | 68%                 | 30,2%                | 58,4%                  | 34,8%                   |

## Argumenten gebruikt door voorstanders

Met de klok mee, vanaf linksboven, kaarten met:
1. Vaak opgenomen gemeenten in de Kaapse Onafhankelijkheidsbeweging.
2. Kleurlingen als percentage van de bevolking (donker groen is tussen 80-100%)
3. Partij met het grootste aandeel in een kiesdistrict (Blauw is de liberale DA, groen is de ANC)
4. Percentage van de bevolking met Afrikaans als thuistaal (donker groen is tussen 80%-100%.)

Voorstanders van de Kaapse Onafhankelijkheid pleiten langs verschillende lijnen voor de afscheiding van de Kaap van Zuid-Afrika:

### Cultureel
De regio van de Kaap onderscheidt zich demografisch van de rest van het land: de eerste taal van de meeste inwoners is Afrikaans, de regio is etnisch veel diverser en de grootste etnische groep is de kleurling.
Deze mix van groepen en cultuur heeft de Kaap een uniek cultureel erfgoed gegeven, zoals de Kaapse Klopse minstreelparades of de Kaap-Maleisische keuken.

### Economisch
Voorstanders hebben betoogd dat het huidige economische beleid van Zuid-Afrika de groei en ontwikkeling remt, en dat een onafhankelijke Kaap, met een economisch liberalere ideologie, beter af zou zijn.

### Ideologisch
De West-Kaap is de enige provincie in het land die nooit met een meerderheid op het ANC heeft gestemd. Het is ook de enige provincie met een provinciale overheid die niet door die partij wordt gecontroleerd. De grotere Kaap-regio krijgt traditioneel aanzienlijke steun voor de liberale DA.

### Tegen racialisme
Voorstanders van onafhankelijkheid beweren dat Zuid-Afrika een zeer racistisch land is. Opiniepeilingen in de West-Kaap bleek dat 69% van de zwart-Afrikaanse bevolking van mening was dat Zuid-Afrika inherent aan de zwarte-Afrikanen behoort en dat alle andere groepen zich als gasten zouden moeten gedragen. Daarentegen was 80% van de kleurlingen en 88% van de blanken het erover eens dat Zuid-Afrika toebehoort aan iedereen die er woont.
Op dezelfde manier beweren voorstanders dat op ras gebaseerde wetten, zoals Black Economic Empowerment (BEE), dat geïmplementeerd wordt door de nationale overheid, discrimineert tegen de inwoners van de West-Kaap.
Voorstanders voeren hun campagne om een onafhankelijke Kaap 'niet-raciaal' te maken, waar op ras gebaseerde wetten (en zelfs raciale categorieën) verboden zijn.

### Geweld tegen boeren en blanke Zuid-Afrikanen
In 2021 zijn er in de West-Kaap 6000 aanvallen op boerderijen en 755 moorden op boerderijen geweest. Veel blanke Zuid-Afrikanen bevelen dat het aantal blanke boeren dat bij deze aanvallen wordt gedood proportioneel hoog is. Voorstanders van de onafhankelijkheid beweren dat dit komt uit het raciale dynamiek van Zuid-Afrika.